# تشيستر تايلور
تشيستر تايلور (بالإنجليزية: Chester Taylor)‏ هو لاعب كرة قدم أمريكية أمريكي، ولد في 22 سبتمبر 1979 في ريفر روغ في الولايات المتحدة.

## وصلات خارجية
- تشيستر تايلور على موقع مرجع كرة القدم المحترفة.كوم (الإنجليزية)